# Hippocampus multispinus
Hippocampus multispinus és una espècie de peix de la família dels singnàtids i de l'ordre dels singnatiformes.

## Morfologia
Els mascles poden assolir els 14 cm de longitud total.

## Distribució geogràfica
Es troba al nord d'Austràlia (des d'Austràlia Occidental fins al Territori del Nord) i al sud de Papua Nova Guinea.